# Дравідська міфологія
Дравідська міфологія — давня міфологія дравідських народів. Власне про дравідську міфологію можна говорити в історичному розрізі у зв'язку з давніми дравідами в епоху до становлення індуїзму та брахманізації Південної Індії, а зараз як про архаїчні міфічні уявлення, які збереглися на рівні сільського життя та у порівняно відсталих, безписемних дравідських народів. Саме ці народи зберегли самобутні космогонічні та етіологічні міфи в яких головну роль відіграє богиня-матір. 
Дравідська міфологія справила вплив на індуїстську міфологічну традицію, яка увібрала в себе та переробила багато дравідських уявлень, але одночасно в значній мірі підкорила її собі. В писемній культурі дравідських народів панують ідуїстські космологічні та етіологічні уявлення, але й безписемні народи багато чого запозичили з індуїстської традиції, хоч часто і в дуже своєрідній формі, наприклад, в деяких з них як деміург виступає Бхімасена — Бхіма Махабхарати. В свою чергу на дравідську міфологію вплинули уявлення аборигенних народів Південної Індії, перш за все очевидно мунда, а ряд ідей та образів певно йдуть, ще від Харапської цивілізації. 
Вплив ведичної традиції на дравідські народи розпочався задовго до нашої ери, але в найранніших літературних пам'ятках Південної Індії, збірниках поезії тамільською «Вісім антологій» та «Десять пісень» які датують І-ІІІ століттями нашої ери він ще незначний. В той же час ці збірники є цінним історичним джерелом про міфічні та релігійні уявлення тамільського суспільства початку нашої ери. В цей час в Південній Індії вже існували держави, але ще дуже сильними були ідеали родового суспільства. До того ж поруч з дравідами жили й інші племена та народи не дравідського і не арійського походження. Надзвичайна строкатість соціального, культурного, етнічного життя регіону відбилася в строкатості місцевої міфології. З неї, однак, можна виділити ряд своєрідних дравідських міфологічних уявлень та понять.
Характерною рисою дравідської міфології є відсутність пантеону та розвинутих образів богів. В її центрі уявлення про життєву енергію, яка може бути як доброю, проявляючись в родючості, процвітанні, продовженні роду, так і мати небезпечний, жахливий, нищівний вигляд. З цією силою пов'язані різні духи та невизначені небезпечні божества, яких зазвичай важко вмилостивити. Поклонялися не лише їм, але й різним природним об'єктам — рослинам, водоймам і особливо горам та каменям. Камені встановлювалися на похованнях, біля будинків, на полях битв над братськими могилами. Камені, які втілювали уявлення про різних божеств та духів, розташовувалися на платформах, зазвичай під деревами — цей звичай і досі дотримується в сільській місцевості. 
У зв'язку з людиною життєва сила найяскравіше проявлялася як сакральна сила царя, вождя племені, охоронця блага та безпеки племені, та як сексуальна жіноча енергія. Ця енергія, одночасно і блага і руйнівна, може накопичуватися та витрачатися, метафорично уявлялася у вигляді вогню і була пов'язана з культами богині дівоцтва (Каннахи чи Патіні), богині-матері, богині захисниці. Богиня-мати відома в дравідів під багатьма іменами і в різних іпостасях. Вона відома як грізна, кровожерна Коттравей, богиня війни та смерті, яка згодом поєдналася з образом Дурги. Її вшановують в Малабарі під іменем Бхагаваті, а в районі Мадураю, як богиню віспи та інших небезпечних хвороб Маріямми. Богиня-покровителька постає в образі богині лісу та рослинності, а також в образах місцевих богинь які опікуються поселеннями та їх жителями.
Сином Коттравей вважається Муруган. Це бог війни, полювання, перемоги. Пізніше він почав розглядатися як Сканда-Картікея, син Шиви. Так само був інкорпорований в індуїзм як Вішну Тірумаль, божество племен пастухів. Слід відмітити широке вшанування культу змій, які пов'язуються з дощем, родючістю, багатством і часто вважалися охоронцями дому. Іншою шанованою твариною, з дуже давнім культом, був буйвіл. Зараз його культ найяскравіше представлений в племені тода.  
Процес включення місцевих культів в індуїзм та поширення північно-індійської міфології на південь відображено в міфі про Агаттіяра (Агастьї), ведичного брахмана який приніс на південь санскрит і літературу. Цей процес вже цілком завершився до середини І тисячоліття. Принаймні релігійний рух бгакті в тамілів, який розпочався в VI-VII століттях, був вішнуїстським чи шиваїстським і спирався переважно на санскритські джерела — веди, пурани, епос. Далі однак виникла самобутня тамільська пуранічна традиція, заснована на життєписах поетів-бхакті, які шанувалися в Південній Індії як святі.  